# Carolina Panthers 2016
La stagione 2016 dei Carolina Panthers è stata la 22ª della franchigia nella National Football League, la sesta con Ron Rivera come capo-allenatore. La squadra iniziò la stagione come campione NFC in carica dopo la sconfitta con i Denver Broncos nel Super Bowl 50 ma non riuscì ad accedere ai playoff. Fu la prima stagione dal 2003 che entrambe le squadre qualificatesi l'anno precedente per il Super Bowl non riuscirono a qualificarsi per la post-season l'annata seguente. Inoltre i Panthers furono la prima squadra nella storia della NFL a terminare una stagione col record di 15–1 e non raggiungere i playoff l'anno successivo.

## Scelte nel Draft 2016
| Scelte dei Panthers nel Draft 2016 |        |                 |       |                      |
| Giro                               | Scelta | Giocatore       | Ruolo | College              |
| 1                                  | 30     | Vernon Butler   | DT    | Louisiana Tech       |
| 2                                  | 62     | James Bradberry | CB    | Samford              |
| 3                                  | 77     | Daryl Worley    | CB    | Virginia Occidentale |
| 5                                  | 141    | Zack Sanchez    | CB    | Oklahoma             |
| 7                                  | 252    | Beau Sandland   | TE    | Montana State        |

## Staff
| Staff dei Carolina Panthers nel 2016 |
| --- |
| Organi dirigenziali - Proprietario/Fondatore: Jerry Richardson - Presidente: Danny Morrison - General Manager: Dave Gettleman Capo allenatore - Ron Rivera Altri allenatori - Forza e condizione – Joe Kenn - Assistente forza e condizione – Jason Benguche Allenatori dell'attacco - Coordinatore offensivo – Mike Shula - Quarterback – Ken Dorsey - Running back – Jim Skipper - Wide receiver – Ricky Proehl - Assistente wide receivers – Cam Turner - Tight End – Pete Hoener - Offensive line – John Matsko - Assistente offensive line – Ray Brown - Assistente senior – John Ramsdell Allenatori della difesa - Coordinatore difensivo – Sean McDermott - Defensive line – Eric Washington - Linebacker – Al Holcomb - Assistente/Defensive back – Curtis Fuller - Assistente defensive back- Richard Rodgers - Controllo qualità/assistente defensive line – Sam Mills III Allenatori dello special team - Coordinatore dello Special Team: Bruce DeHaven - Assistente dello Special Team: Chase Blackburn |

## Roster
| Roster dei Carolina Panthers nel 2016 |
| --- |
| Quarterback - 3 Derek Anderson - 1 Cam Newton - 14 Joe Webb Running Back - 34 Cameron Artis-Payne - 28 Jonathan Stewart - 35 Mike Tolbert FB - 43 Fozzy Whittaker Wide Receiver - 13 Kelvin Benjamin - 11 Brenton Bersin - 10 Corey Brown - 18 Damiere Byrd - 17 Devin Funchess - 19 Ted Ginn Jr. Tight End - 84 Ed Dickson - 88 Greg Olsen - 80 Scott Simonson Offensive Linemen - 66 Gino Gradkowski C - 78 Donald Hawkins T - 67 Ryan Kalil C - 69 Tyler Larsen G - 68 Andrew Norwell G - 73 Michael Oher T - 74 Mike Remmers T - 70 Trai Turner G - 60 Daryl Williams T Defensive Linemen - 97 Mario Addison DE - 92 Vernon Butler DT - 91 Ryan Delaire DE - 94 Kony Ealy DE - 96 Wes Horton DE - 95 Charles Johnson DE - 98 Star Lotulelei DT - 99 Kawann Short DT - 90 Paul Soliai DT Linebacker - 57 Jeremy Cash OLB - 58 Thomas Davis OLB - 56 A.J. Klein OLB - 59 Luke Kuechly MLB - 55 David Mayo MLB - 52 Jared Norris OLB - 54 Shaq Thompson OLB Defensive Back - 25 Bené Benwikere CB - 33 Tre Boston SS - 24 James Bradberry CB - 20 Kurt Coleman FS - 42 Colin Jones FS - 29 Dean Marlowe SS - 27 Robert McClain CB - 21 Teddy Williams CB - 26 Daryl Worley CB Special Team - 9 Graham Gano K - 44 J.J. Jansen LS - 8 Andy Lee P Lista delle riserve - 65 Chas Alecxih DT (IR) - 86 LaRon Byrd WR (IR) - 77 Rakim Cox DT (IR) - 53 Ben Jacobs LB (IR) - 47 Devon Johnson FB (IR) - 23 Leonard Johnson CB (Did Not Report) - 81 Kevin Norwood WR (IR) - 72 Jordan Rigsbee OT (IR) - 79 Chris Scott G (Sospeso) 53 attivi, 9 inattivi |
| Legenda - I rookie sono in corsivo. - Il primo ruolo è il principale mentre gli eventuali successivi indicano i ruoli secondari. - (IR) sta per Injured Reserve ed indica la lista ristretta per un solo giocatore infortunato che può tornare ad allenarsi dopo la settimana 6 e a rientrare in prima squadra dopo che questa ha giocato 8 partite. - (NF-Inj.) / (NF-Ill.) stanno rispettivamente per Non-Football Injured e Non-Football Illness ed indicano le liste dove viene inserito un giocatore che ha un infortunio o una malattia non dipendente dal football americano. - (PUP) sta per Physically Unable to Perform ed indica la lista dove viene inserito un giocatore mentre è in attesa di recuperare la condizione fisica. Nella stagione regolare dopo la sesta partita giocata dalla propria squadra, il giocatore ha tempo tre settimane per riprendere ad allenarsi, più tre settimane aggiuntive dal suo rientro agli allenamenti per rientrare in prima squadra. |

## Calendario
| Turno | Data               | Avversario              | Risultato          | Record             | Stadio                              | NFL.com recap      |
| ----- | ------------------ | ----------------------- | ------------------ | ------------------ | ----------------------------------- | ------------------ |
| 1     | 8/9                | at Denver Broncos       | S 20–21            | 0–1                | Sports Authority Field at Mile High | Recap              |
| 2     | 18/9               | San Francisco 49ers     | V 46–27            | 1–1                | Bank of America Stadium             | Recap              |
| 3     | 25/9               | Minnesota Vikings       | S 10–22            | 1–2                | Bank of America Stadium             | Recap              |
| 4     | 2/10               | at Atlanta Falcons      | S 33–48            | 1–3                | Georgia Dome                        | Recap              |
| 5     | 10/10              | Tampa Bay Buccaneers    | S 14–17            | 1–4                | Bank of America Stadium             | Recap              |
| 6     | 16/10              | at New Orleans Saints   | S 38–41            | 1–5                | Mercedes-Benz Superdome             | Recap              |
| 7     | Settimana di pausa | Settimana di pausa      | Settimana di pausa | Settimana di pausa | Settimana di pausa                  | Settimana di pausa |
| 8     | 30/10              | Arizona Cardinals       | V 30–20            | 2–5                | Bank of America Stadium             | Recap              |
| 9     | 6/11               | at Los Angeles Rams     | V 13–10            | 3–5                | Los Angeles Memorial Coliseum       | Recap              |
| 10    | 13/11              | Kansas City Chiefs      | S 17–20            | 3–6                | Bank of America Stadium             | Recap              |
| 11    | 17/11              | New Orleans Saints      | V 23–20            | 4–6                | Bank of America Stadium             | Recap              |
| 12    | 27/11              | at Oakland Raiders      | S 32–35            | 4–7                | Oakland Alameda Coliseum            | Recap              |
| 13    | 4/12               | at Seattle Seahawks     | S 7–40             | 4–8                | CenturyLink Field                   | Recap              |
| 14    | 11/12              | San Diego Chargers      | V 28–16            | 5–8                | Bank of America Stadium             | Recap              |
| 15    | 19/12              | at Washington Redskins  | V 26–15            | 6–8                | FedEx Field                         | Recap              |
| 16    | 24/12              | Atlanta Falcons         | S 16–33            | 6–9                | Bank of America Stadium             | Recap              |
| 17    | 1/1                | at Tampa Bay Buccaneers | S 16–17            | 6–10               | Raymond James Stadium               | Recap              |

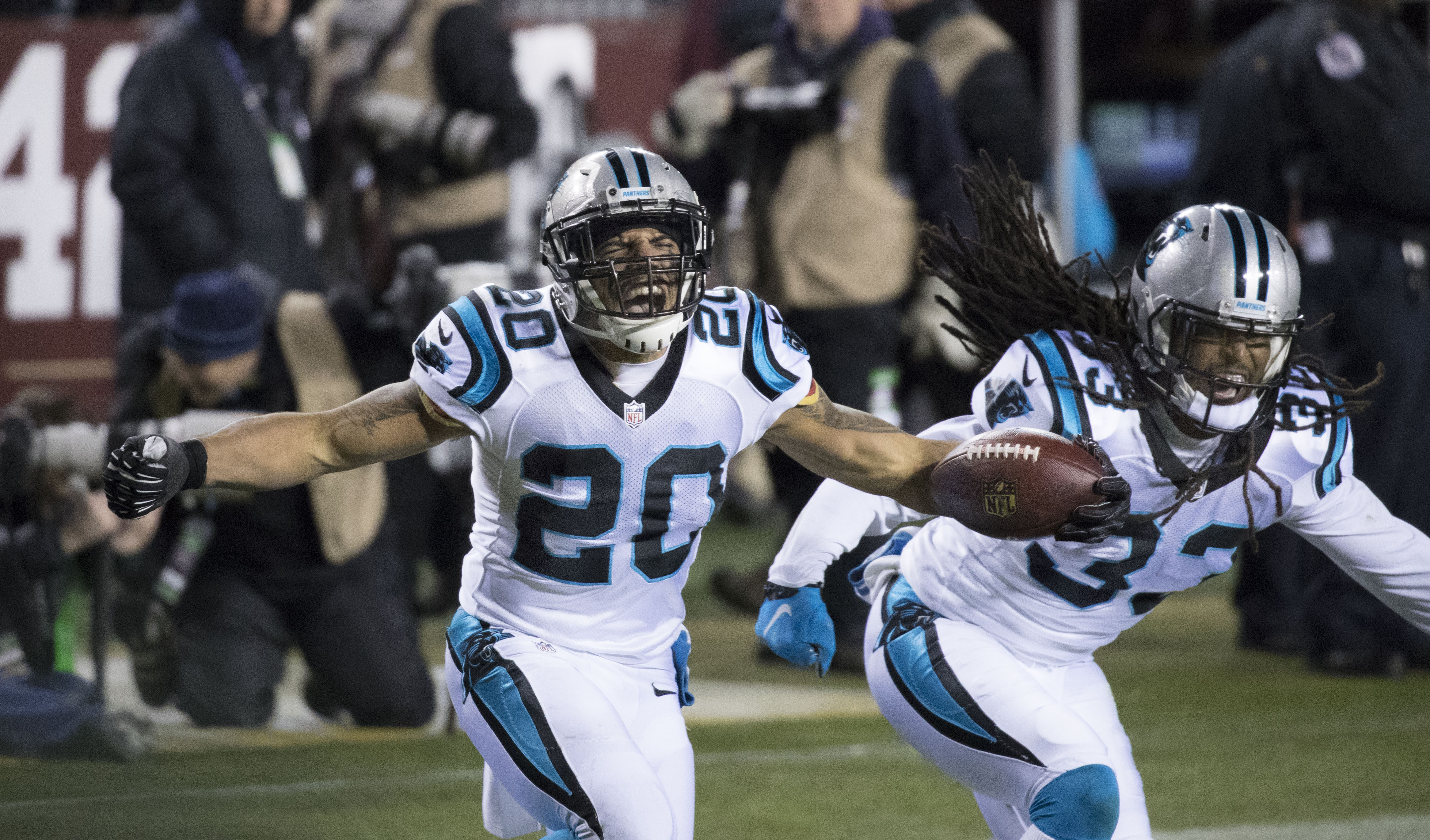
La gara del 19 dicembre 2016 contro i Redskins

Note: Gli avversari della propria division sono in grassetto.